# Canon EOS M50 Mark II
Canon EOS M50 Mark II je model bezzrcadlovky značky Canon s výměnnými objektivy s upevňovacím bajonetem typu EF-M, který byl poprvé představen 14. října 2020 jako nástupce modelu Canon EOS M50.

## Změny ve srovnání s EOS M50
- Větší výdrž baterie
- O 3 g lehčí
- Timelapse ve 4K
- AF už od -4EV
- Frekvence hledáčku 60 fps
- Možnost streamování[2]

## Funkce
EOS M50 Mark II je vybaven otočným a výklopným dotykovým displejem, což umožňuje snadné fotografování a natáčení videa z různých úhlů. Díky technologii Dual Pixel CMOS AF a vylepšenému algoritmu pro sledování AF fotoaparát efektivně sleduje pohybující se objekty a zachovává je v ostrosti, což je ideální při pořizování fotografií v režimu živého náhledu nebo při natáčení videa. Disponuje snímačem APS-C CMOS, obrazovým procesorem DIGIC 8, které umožňují rychlost snímání 10 sn/s., 4K video výstup, HD ve 120fps.

## Propojení
K fotoaparátu je kompatibilní aplikace Canon Camera Connect. Kromě Wi-Fi připojení nabízí tento model podporu pro Bluetooth.

## Specifikace

#### Obrazový snímač
- CMOS o velikosti 22,3 × 14,9 mm
- Celkem přibližně 25,8 megapixelů

#### Hledáček
- Elektronický hledáček využívající technologii OLED typu 0,39
- Dioptrická korekce

#### Displej LCD
- 3,0 palcový variabilní dotykový LCD s rozlišením přibližně 1,04 milionu bodů, otočný

#### Závěrka
- Elektronicky řízená štěrbinová závěrka
- 30 až 1/4 000 s, Čas B (Bulb)

#### Zaostřování
- Systém Dual Pixel CMOS AF. Pixely detekce fázového rozdílu zabudované do snímače obrazu
- Servo AF využívá techniky detekce kontrastu při nahrávání 4K filmů

#### Snímání
| Jednotlivé snímky  |                             |
| Rychlé kontinuální |                             |
| Pomalé kontinuální |                             |
| Samospoušť         | 2 s, 10 s, dálkové ovládání |

#### Výstupní formáty
- JPEG: Nízká komprese, Normální komprese
- RAW: RAW, C-CRAW (CR3 14 bitů)

#### Video
- Full HD (1080p), až 60 fps

- MPEG-4, AVC/H.264, zvuk: MPEG-4 AAC-LC (stereofonní)

#### Software
- Digital Photo Professional
- Picture Style Editor, EOS Utility, Image Transfer Utility[7]